# 82. légi szállítású hadosztály
A 82. légi szállítású hadosztály (eredeti neve: 82nd Airborne Division) az Amerikai Egyesült Államok hadseregének (United States Army) egyik levegőben is szállítható és onnan bevethető gyalogos hadosztálya, melyet 1917. augusztus 5-én állítottak fel. Becenevük All American („össz-amerikai”) lett, mert az USA akkori mind a negyvennyolc tagállamából végeztek toborzást és hadkiegészítést a magasabbegység számára. Ezt jeleníti meg alakulatjelvényükben az egymás melletti AA rövidítés. Az alakulat az észak-karolinai Fort Bragg-ben települ, az amerikai XVIII. légi szállítású hadtest (XVIII Airborne Corps) alegysége.
Az első világháborúban, Franciaországban három nagy ütközetben harcoltak. A második világháborúban átszervezték az egységet, az USA első ejtőernyős hadosztályát alakították ki belőle. Az egység részt vett Szicília és Olaszország felszabadításában, a normandiai partraszállásban, valamint további hadműveletekben Hollandiában, Belgiumban és végül Berlin elfoglalásában is. A hadosztály a háború után nyolc kitüntetést kapott, köztük a francia, a belga és a holland kormányoktól.
A világháború után bevetették őket Dominikában, Vietnámban, Granadában és Panamában. A „Sivatagi pajzs” hadművelet keretében a 82-esek M551 Sheridan könnyűharckocsikkal felszerelt alakulata volt az első amerikai szárazföldi katonai csoport, amely megkezdte az iraki megszálló erőkkel szembeni felvonulást Szaúd-Arábiában.
2000 óta Koszovóban, Afganisztánban és Irakban harcoltak (itt néhány tagjuk részt vett a foglyok kínzásában is[forrás?]), legutóbb pedig a Katrina hurrikán pusztítása nyomán New Orleansban vállaltak részt a mentésben.

## Szereplésük a kultúrában
A 82-esek második világháborús műveleteiről 2007-ben videójáték készült Medal of Honor: Airborne címen.

## Külső hivatkozások (angol)
- 82nd Airborne WW2 Reenactment Unit. 307th A.E.B, NC USA.
- 82nd Airborne During WWII: 504th PIR, 505th PIR, 507th PIR, 508th PIR, 325th GIR, 456th PFAB, 376th PFAB, 80th AAA, 319th GFAB, 320th GFAB, 307th AEB
- 82nd Airborne Division - Field Order No 11 13 September 1944
- U.S. Army, 82nd Airborne Division After Action Reports, 1943-1946, Dwight D. Eisenhower Presidential Library Archiválva 2019. május 2-i dátummal a Wayback Machine-ben
- Debriefing Conference Operation Neptune
- Narrative of Action of the First Battalion, 504th Parachute Infantry at Cheneux, Belgium
- https://web.archive.org/web/20081221002300/http://www.foxco504thpir.com/index.html
- http://www.goldenbrigade.org/
- http://www.asomf.org/
- 82'd Airborne General Ridgway Helmet
- GlobalSecurity.org: 82nd Airborne Division
- All American: The Story of the 82nd Airborne Division - World War II unit history booklet, 1945
- http://www.silentwingsmuseum.org Archiválva 2020. július 7-i dátummal a Wayback Machine-ben
- American D-Day: Omaha Beach, Utah Beach & Pointe du Hoc
- 82nd Airborne Division Operation Market historical data
- Administrative Order No. 1 to accompany Field Order No.12, 504th Parachute Infantry